# Actor

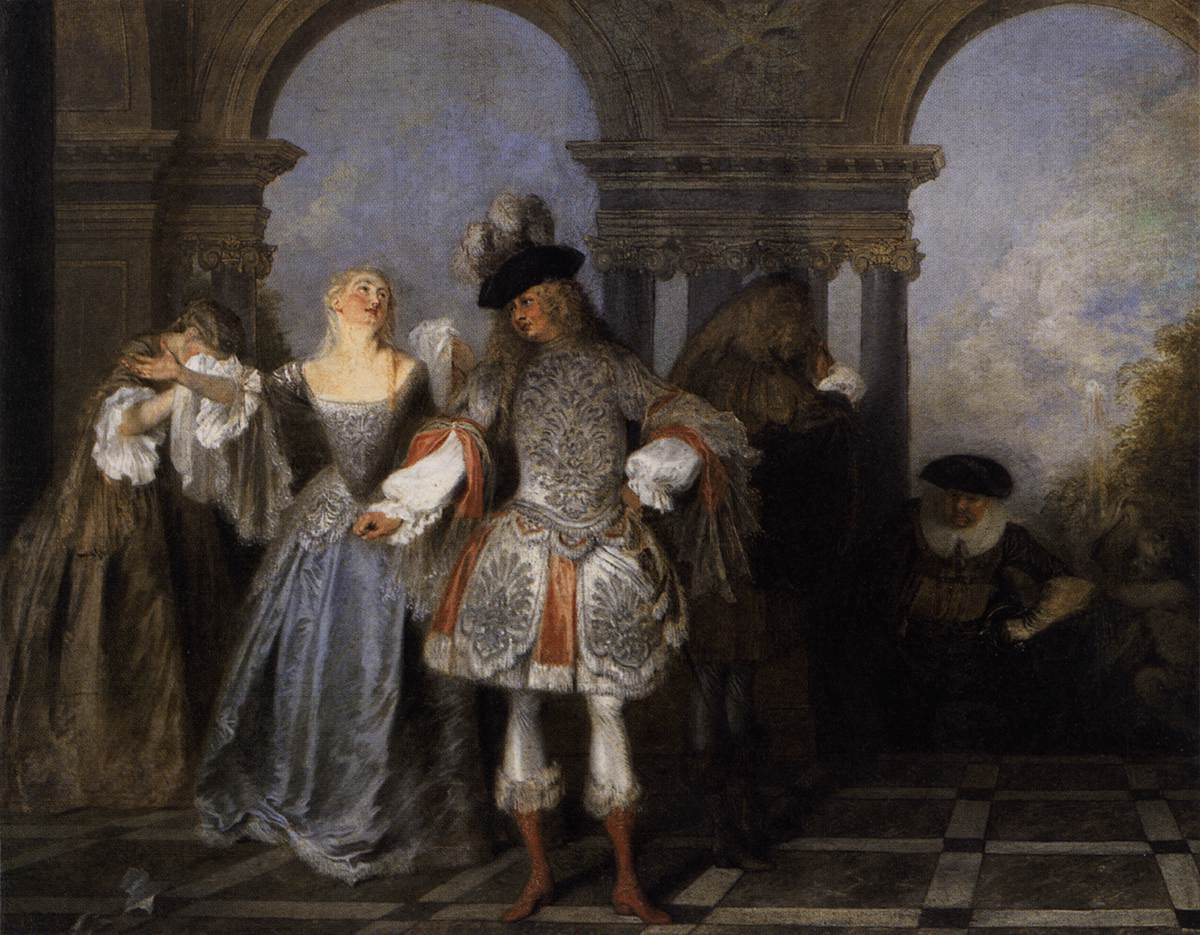
Actori din Comédie-Française, c. 1720.

Un actor este o persoană care interpretează un rol, într-o producție dramatică. Termenul este folosit în mod normal pentru cineva care joacă în filme, teatru, televiziune sau radio. Pe lângă roluri dramatice, actorii pot cânta sau dansa sau pot lucra doar ca artist liric (interpret vocal de operă sau musical). O femeie actor poate fi numită fie actor fie actriță, in funcție de preferința personală.
Un actor interpretează de obicei un personaj fictiv. În cazul unei povești adevărate (sau al unei povești fictive care prezintă oameni reali) un actor poate interpreta un personaj real (sau o versiune fictivă a acestuia). Ocazional, actorii apar ca ei înșiși, cum ar fi interpretarea lui John Malkovich în filmul În pielea lui John Malkovich.

## Etimologie
Cuvântul „actor" este derivat din limba latină din substantivul masculin actor (feminin, actrix) din verbul agere „a face, a întreprinde, a petrece timpul" + sufixul -or "cel care realizează acțiunea indicată de radical". O altă alternativă ar fi substantivul din limba greacă (polytonic|ἂκτωρ) aktor, conducător, derivat din verbul (polytonic|ἂγω) agō, a conduce sau a îndruma, a orienta, a aduce.

## Istorie
Prima menționare a unei interpretări actoricești a avut loc în anul 530 î.Hr. (probabil pe 23 noiembrie, deși schimbarea calendarului de-a lungul timpului face dificilă determinarea unei date exacte) atunci când artistul Thespis a urcat pe scena teatrului Dionysus devenind astfel prima persoană care a vorbit ca un personaj dintr-o piesă de teatru. Anterior lui Thespis, acțiunea era redată prin cântec și dans dintr-o perspectivă narativă, dar nimeni nu își asumase încă rolul unui personaj din povestire. În onoarea lui Thespis, actorii sunt cunoscuți și sub numele de Thespieni. Unele legende din lumea teatrului sugerează chiar și astăzi că Thespis ar exista sub forma unui spirit malefic, dezastrele din teatru fiindu-i câteodată atribuite.
De obicei, actorii nu erau persoane cu un statut social înalt, și în Evul Mediu Timpuriu trupele ambulante de actori erau privite cu neîncredere. Totuși, această percepție negativă a fost în mare parte inversată în secolul XX, actoria devenind o profesie și artă respectată. Una dintre cauze este înlesnirea accesului popular la divertismentul filmului dramatic și ascensiunea starului de cinema - privind atât la statutul lor social cât și la salariile cerute. Combinația prezenței publice și a averii a reabilitat profund imaginea lor.

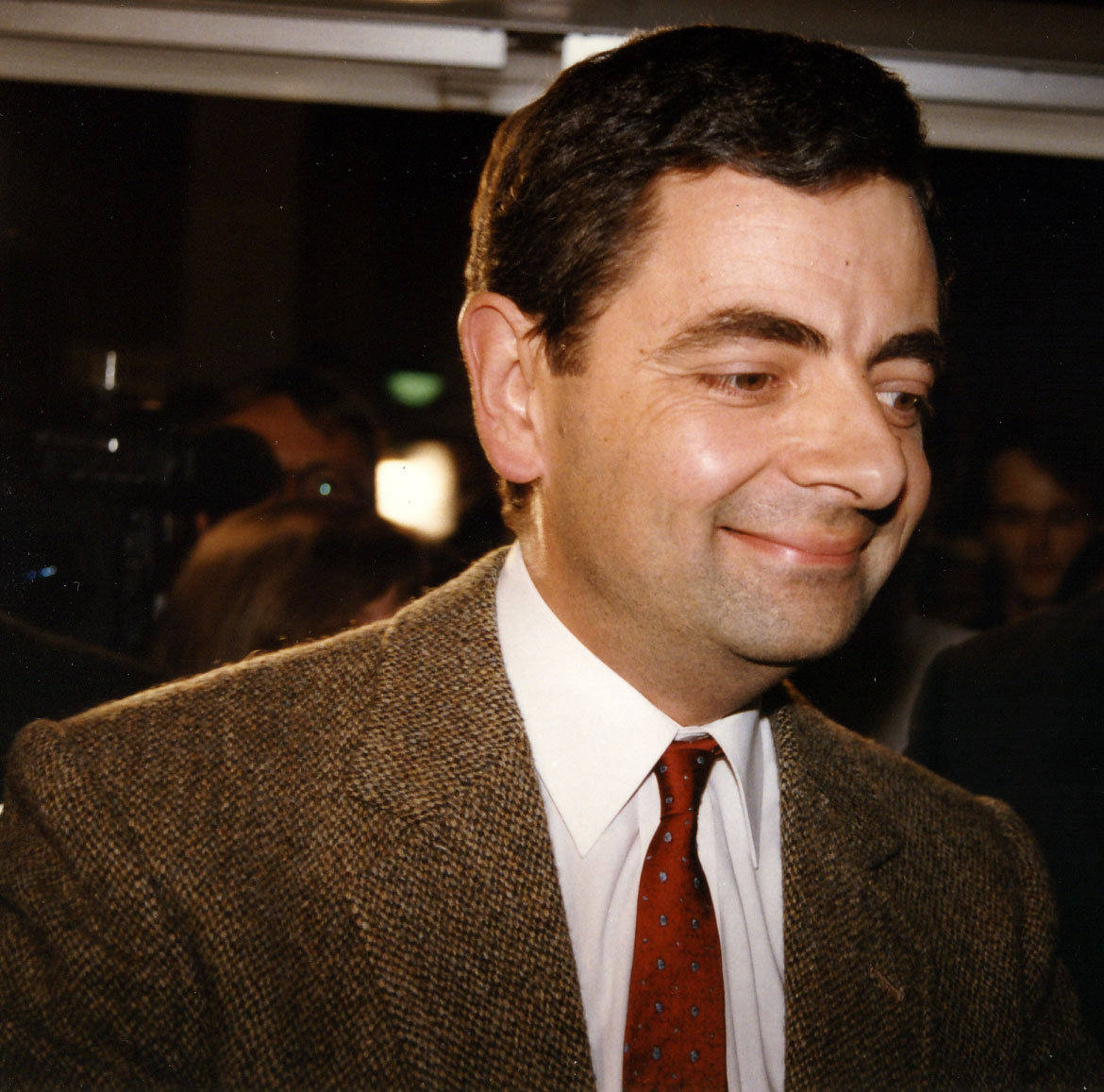
Actorul Rowan Atkinson

În trecut, doar bărbații puteau deveni actori în unele societăți. În Antichitate și în lumea medievală, femeile nu puteau urca pe scenă, acest act fiind considerat dizgrațios și această opinie a persistat până în secolul al XVII-lea , când în Veneția a fost abolită. În timpul lui William Shakespeare, rolurile femeilor erau jucate de bărbați sau băieți, deși sunt dovezi care sugerează că femei deghizate ca bărbați jucau(ilegal). Interdicția a luat sfârșit în Anglia în timpul domniei lui Charles II, căruia îi plăcea să privească actrițe pe scenă. 

## Teorii
Au existat numeroase teorii de interpretare și inovații, ca în orice altă artă. Stanislavski și Teatrul din Moscova au fost printre primii fondatori a ceea ce este acum considerată Interpretarea Metodică. Meyerhold și teoria sa referitoare la biomecanică și mișcare au adus idei revoluționare în teatrul rus de la începutul secolului 20. De atunci, forme „americane" ale acestor teorii au apărut, forme ce îi au ca autori pe Lee Strasberg, Stella Adler și Sanford Meisner, Viola Spolin.

## Tehnici de interpretare
Actorii folosesc o varietate de tehnici de interpretare invatate de-a lungul anilor de studiu si acumulate de-a lungul experienței lor. Unele dintre acestea sunt:
1. Folosirea riguroasă a tonului pentru a comunica mesajul și a exprima emoția . Acest lucru este obținut prin atenta folosire a dicției și prin folosirea corectă a respirației și articulării cuvintelor. Un rol important îl au de asemenea și tonul și emfaza pe care un actor le folosește în articularea cuvintelor.
2. Interpretarea unui rol prin mișcări scenice adecvate pentru a crea un personaj credibil pentru audiență și folosirea spațiului scenei în mod corect și în conformitate cu rolul.
3. Folosirea gesturilor pentru a completa vocea, interacțiunea cu alți actori și accentuarea cuvintelor cu semnificație simbolică.

Se poate spune că Shakespeare a comentat asupra stilului și tehnicii actoricești ale epocii sale în fragmentul în care Hamlet, din piesa omonimă, le oferă sfaturi actorilor din "piesa în piesă" plănuită. El încurajează actorii "să vorbească ... așa cum îți vorbesc eu ție" și să evite să "taie aerul prea mult cu mâna", deoarece chiar și într-o "furtună de pasiune, trebuie să te exprimi ... coerent". Pe de altă parte Hamlet îi îndeamnă pe actori să "nu fie nici prea blând". El le sugerează să se asigure "că acțiunea se potrivește cuvântului și cuvântul, acțiunii" și să aibă grijă să "nu depășească limitele firescului". Tot el le spune actorilor să nu "îi lase pe cei ce fac pe clovnii ... să râdă, pentru a nu îi face pe acei spectatori sterili să râdă la rândul lor", ceea ce Hamlet consideră a fi o tactică "ticăloasă" și "demnă de milă".

## Actori în travesti
- În trecut actoria era considerată o meserie exclusiv bărbătească, așa că pe vremea lui Shakespeare, spre exemplu, bărbații jucau toate rolurile inclusiv pe cele de femeie. La fel se întâmpla și în Japonia unde bărbații interpretau rolurile feminine din teatrul kabuki. Femeilor din Japonia le-a fost interzis să joace pe scenă până la dinastia Edo.

În zilele noastre femeile interpretează câteodată roluri de băieți, deoarece în unele aspecte femeile sunt mai aproape în asemănare de un băiat decât poate fi un bărbat. Rolul lui Peter Pan, de exemplu, este de obicei jucat de o femeie. Un alt exemplu este acela al personajului principal masculin în pantomimă care este prin tradiție jucat de o femeie. Adulții joacă roluri de copil în special în teatru, nu în film. Excepția apare în cazul desenelor animate unde vocea băieților este în general interpretată de femei, ca de exemplu în Familia Simpson unde vocea lui Bart Simpson este aceea a acriței Nancy Cartwright. În operă există câteva personaje masculine ce sunt de obicei interpretate de femei, de obicei de către mezzo-soprane. Exemple în acest caz ar fi Hansel în Hänsel und Gretel, și Cherubino în Nunta lui Figaro.
Mary Pickford a jucat rolul Micului Lord Fauntleroy în prima versiune ecranizată a cărții. Linda Hunt a câștigat un Oscar pentru Cea Mai Buna Actriță în Rol Secundar pentru Anul în care am trăit periculos, unde a jucat rolul unui bărbat.
Travestiul este adeseori folosit și pentru obținerea unui efect comic în special în filmele și piesele de gen. Multe dintre comediile lui Shakespeare conțin scene în care personajele își schimbă identitatea pentru obținerea acestui efect, ca de exemplu Francis Flute în Visul unei nopți de vară. Atât Dustin Hoffman cât și Robin Williams au apărut în comedii de succes în care au trebuit să joace aproape în totalitate travestiți în femei. Tony Curtis și Jack Lemmon s-au deghizat cu succes în femei pentru a putea să scape de gansteri în filmul lui Billy Wilder Unora le place jazz-ul. Multe roluri în piesele și musicalurile moderne sunt jucate de un membru al sexului opus, cum ar fi personajul "Edna Turnblad" (inițial interpretat de Harvey Fierstein) în musicalul pentru Broadway Hairspray. Unele roluri au complicat și mai mult această problemă ca în cazul în care o actriță interpretează o femeie care pretinde a fi bărbat ca de exemplu Julie Andrews în Victor/Victoria.

## Premii pentru actorie
- Premiile Academiei Americane, cunoscute și sub numele de Oscar, decernate pentru producții cinematografice
- Premiile Globul de Aur decernate pentru producții cinematografice și de televiziune
- Premiile Emmy decernate pentru producții TV
- Premiile Genie decernate pentru producții cinematografice canadiene
- Premiile Gemini decernate pentru producții TV canadiene
- Premiile pentru Film și Televiziune ale Academiei Britanice decernate pentru producții cinematografice și de televiziune
- Premiile Tony decernate pentru producții teatrale (în special, teatru Broadway)
- Premiile Europene pentru Teatru decernate pentru producții teatrale
- Premiile Laurence Olivier decernate pentru producții teatrale
- Premiile Screen Actors Guild decernate pentru producții cinematografice și de televiziune
- Premiile Filmfare pentru producții de cinema tip Bollywood
- Premiile César decernate pentru producții cinematografice franceze
- Premiile Logie decernate pentru producții TV australiene